# إرنا شنايدر هوفر
إرنا شنايدر هوفر (بالإنجليزية: Erna Schneider Hoover)‏ (و. 1926  م) هي مخترِعة، ومهندسة، وعَالِمَة حاسوب، ورياضياتية أمريكية، وهي عضوةٌ في فاي بيتا كابا.

## التعليم
تعلمت في جامعة ييل، وكلية ويليسلي.

## جوائز
حصلت على جوائز منها:
- القاعة الوطنية للمخترعين المشاهير.